# Champions League de la OFC 2011-12
A la Lliga de Campions de la OFC 2011-12 hi participaren 8 equips de 7 països diferents: Nova Zelanda, Papua Nova Guinea, Fiji, Nova Caledònia, Salomó, Polinèsia Francesa i Vanuatu. Els equips es dividiran en dos grups de quatre equips cadascun, jugant partits d'anada i tornada.
Els guanyadors de cada grup jugaran la final del torneig, i el guanyador jugarà al Campionat del Món de Clubs de la FIFA de 2012 representant a la Confederació de Futbol d'Oceania.

## Fase de Grups

### Grup A
| Equip            | PJ | PG | PE | PP | GF | GC | Dif | Punts |
| ---------------- | -- | -- | -- | -- | -- | -- | --- | ----- |
| AS Tefana        | 6  | 4  | 1  | 1  | 15 | 12 | +3  | 13    |
| Waitakere United | 6  | 4  | 0  | 2  | 21 | 6  | +15 | 12    |
| Ba FC            | 6  | 3  | 0  | 3  | 7  | 16 | -9  | 9     |
| AS Mont-Dore     | 6  | 0  | 1  | 5  | 2  | 11 | -9  | 1     |

### Grup B
| Equip            | PJ | PG | PE | PP | GF | GC | Dif | Punts |
| ---------------- | -- | -- | -- | -- | -- | -- | --- | ----- |
| Auckland City FC | 6  | 4  | 1  | 1  | 17 | 8  | +9  | 13    |
| Hekari Souths    | 6  | 3  | 2  | 1  | 9  | 6  | +3  | 11    |
| Amicale FC       | 6  | 2  | 1  | 3  | 6  | 7  | -1  | 7     |
| Koloale FC       | 6  | 1  | 0  | 5  | 7  | 18 | -11 | 3     |

## Final
28 d'abril i 13 de maig de 2012.
| Partit | Equip 1          | Resultat global | Equip 2   | Resultat anada | Resultat tornada |
| ------ | ---------------- | --------------- | --------- | -------------- | ---------------- |
| F      | Auckland City FC | 3:1             | AS Tefana | 2:1            | 1:0              |